# Usun Yoon
Usun Yoon (en hangul, 윤우선; romanització revisada del coreà, Yun Useon; McCune-Reischauer, Yun Usŏn) (Busan, Corea del Sud, 19 de juny de 1977) és una actriu, model, reportera i presentadora de televisió sud-coreana coneguda per haver treballat a El Intermedio.

## Biografia

### Formació acadèmica
Va estudiar Ciència Política, Relacions Internacionals i Lingüística en la Universitat d'Estudis Estrangers de Busan entre 1994 i 1996. Va continuar amb els seus estudis de Política exterior a Toronto (Canadà) durant 1996 i 1998.
Va deixar els seus estudis universitaris i es va decidir per la interpretació. Va treballar en la companyia teatral La Barraca a Madrid i va ser a Espanya on es va formar entre 2002 i 2004.

### Trajectòria professional
Després d'intervenir en diversos anuncis publicitaris tant en cinema i televisió, a més de participar en videoclips d'Alejandro Sanz o The Corrs, Yoon va fer la seva primera aparició cinematogràfica a Mala uva (2003) de Javier Domingo. Aquell mateix any es va estrenar Inconscientes, de Joaquín Oristrell, i Cosas que hacen que la vida valga la pena de Manuel Gómez Pereira. Els seus últims treballs al cinema van ser el tercer lliurament de la saga Torrente (2005) i Hotel Tívoli (2005) d'Antón Reixa. A més, ha protagonitzat el curt Un corte a su medida (2004) d'Aric Chetrit.
A televisió ha intervingut a sèries com Manolito Gafotas (2003), La sopa boba (2004), Lobos (2004) o Motivos personales (2005). Quant a programes, es va donar a conèixer a Punto y Medio (2003-2004) i Ratones coloraos (2004-2006). En 2006 va començar a treballar com a reportera i col·laboradora de El intermedio al costat d'El Gran Wyoming A més també ha estat convidada en diverses ocasions al programa Sé lo que hicisteis... de La Sexta.
En juliol de 2009 va protagonitzar la minisèrie de Telecinco Las estupendas i va col·laborar en la pel·lícula Dieta mediterránea interpretando a Hoshi. El 2010 va ser guardonada amb el premi Protagonistes Utrera 2010, per promocionar aquesta ciutat.
El 2011 va donar les Campanadas de cap d'any a La Sexta, al costat d'el Gran Wyoming. En 2013 s'anuncia el seu abandó del programa El Intermedio per a incorporar-se a nous projectes. El 2014 es trasllada a Mediaset per protagonitzar la sèrie de Cuatro Gym Tony, on interpreta Shiroko Nuku Nuku i col·labora a Hable con ellas de Telecinco.

## Filmografia

### Llargmetratges
| Any  | Títol                                     | Personatge  | Director              | Notes |
| ---- | ----------------------------------------- | ----------- | --------------------- | ----- |
| 2004 | Cosas que hacen que la vida valga la pena | Estudiant   | Manuel Gómez Pereira  |       |
| 2004 | Inconscients                              | –           | Joaquín Oristrell     |       |
| 2004 | Mala uva                                  | –           | Javier Domingo        |       |
| 2005 | Torrente 3: El protector                  | Massatgista | Santiago Segura       |       |
| 2007 | Hotel Tívoli                              | Matsubara   | Antón Reixa           |       |
| 2007 | La luna en botella                        | Michelle    | Grojo                 |       |
| 2009 | Dieta mediterránea                        | Hoshi       | Joaquim Oristrell     |       |
| 2018 | Hacerse mayor y otros problemas           | Lina        | Clara Martínez-Lázaro |       |

### Curtmetratges
| Any  | Títol                 | Personatge | Director              |
| ---- | --------------------- | ---------- | --------------------- |
| 2008 | Vlog                  | Noia       | Valerio Boserman      |
| 2018 | Eventual o a la calle | Lin Dag    | Oscar Eguía Hernández |

### Televisió

#### Sèries
| Any       | Títol                      | Personatge        | Notes                                                         |
| --------- | -------------------------- | ----------------- | ------------------------------------------------------------- |
| 2004      | Manolito Gafotas           | Dependenta        | Episodi: «La semana del Japón»                                |
| 2005      | Lobos                      | Senyora Li        | Episodi: «La deuda de Lucía»                                  |
| 2005      | Motivos personales         | Maya              | Episodis: «Ahorcado» y «Acosados»                             |
| 2006      | Los simuladores            | Cambrera          | Episodis: «Segunda oportunidad» e «Impotente»                 |
| 2008      | Lalola                     | Ushi Matsuri      | Episodi: «Lola sabe que Gustavo ha estado viéndose con Paula» |
| 2009      | Maitena: Estados alterados | Ella mateixa      | Episodi: «02/04/2009»                                         |
| 2010      | Mi querido Klikowsky       | Noia              | Episodi: «Besar o no besar»                                   |
| 2012      | Los Protegidos             | Assistenta        | Episodi: «Los Protegidos 3D: Confía en mí»                    |
| 2014-2015 | Gym Tony                   | Shiroko Nuku Nuku | Elenc principal; 204 episodis                                 |

#### Programes
| Any       | Títol                                  | Cadena    | Notes                                       |
| --------- | -------------------------------------- | --------- | ------------------------------------------- |
| 2003-2004 | Punto y Medio                          | Canal Sur | Reportera                                   |
| 2004-2006 | Ratones coloraos                       | Canal Sur | Reportera                                   |
| 2006      | Odiosas                                | TVE       | Reportera                                   |
| 2006-2013 | El intermedio                          | La Sexta  | Co-presentadora, col·laboradora i reportera |
| 2011      | Sé lo que hicisteis...la última semana | La Sexta  | Invitada                                    |
| 2011      | El club de la comedia                  | La Sexta  | Monologuista                                |
| 2011-2012 | Campanadas de cap d'any                | La Sexta  | Presentadora                                |
| 2014      | Hable con ellas                        | Telecinco | Col·laboradora                              |
| 2017      | MasterChef Celebrity                   | TVE       | Concursant                                  |
| 2020      | Tu cara me suena                       | Antena 3  | Invitada                                    |
| 2020      | Zapeando                               | La Sexta  | Invitada                                    |

### Teatre
| Any       | Títol       | Personatge | Notes           |
| --------- | ----------- | ---------- | --------------- |
| 2010      | Celebración | Sonia      | Paper secundari |
| 2016-2017 | El jurado   | Xinesa     | Paper secundari |